# Reign of the Supermen
Reign of the Supermen és una pel·lícula animada de superherois del 2019 produïda per Warner Bros. Animation i DC Comics. És una seqüela directa de la pel·lícula d'animació del 2011 The Death of Superman, basada en el llibre de còmic homònim.

## Sinopsi
Sis mesos després de la mort i sacrifici de Superman per derrotar Dommsday, al món han aparegut quatre versions noves i diferents de l'heroi: Superboy, Acero, Cyborg Superman i l'Eradicator. Cadascun d'ells és diferent en les seves personalitats i estil que lluita contra el crim en comparació amb l'Home d'Acer original; i el món acaba preguntant-se si és cert que en Superman ha tornat a la vida. La Lois Lane, encara devastada per la mort d'en Clark, decideix investigar l'afer.

## Distribucio
Reign of the Supermen va ser llançat i distribuït per Warner Bros. Home Entertainment en sales limitades de Fathom Events els dies 13 i 14 de gener de 2019, seguit de Digital HD el 15 de gener, després Ultra HD Blu-ray Combo Pack i Blu-ray Combo Pack el 29 de gener, La pel·lícula es va tornar a estrenar el dia vídeo domèstic, editat juntament amb el seu predecessor, l'1 d'octubre com a The Death and Return of Superman (La mort i el retorn de Superman). El conjunt de regal d'edició limitada també inclou una figura d'acer, Superman: Doomsday i episodis animats addicionals (Blu-ray).